# Ciarán Cuffe
Pour les articles homonymes, voir O'Sullivan et Ciaran.
Ciarán Cuffe, né le 3 avril 1963 à Dublin, est un homme politique irlandais, membre du Parti vert. Il est député européen de 2019 à 2024.